# Kran-Halbinsel
Die Kran-Halbinsel (bulgarisch полуостров Крън poluostrow Kran) ist eine Halbinsel mit stark undulierendem Küstenverlauf am nordöstlichen Ende von Liège Island im Palmer-Archipel westlich der Antarktischen Halbinsel. In nord-südlicher Ausdehnung ist sie 2,85 km lang, 2,35 km breit, endet nach Norden im Moureaux Point und ist nach Süden über einen 200 m breiten Isthmus mit der übrigen Insel verbunden.
Britische Wissenschaftler kartierten sie 1978. Die bulgarische Kommission für Antarktische Geographische Namen benannte sie 2013 nach der Ortschaft Kran im Zentrum Bulgariens.